# شعب بيتي

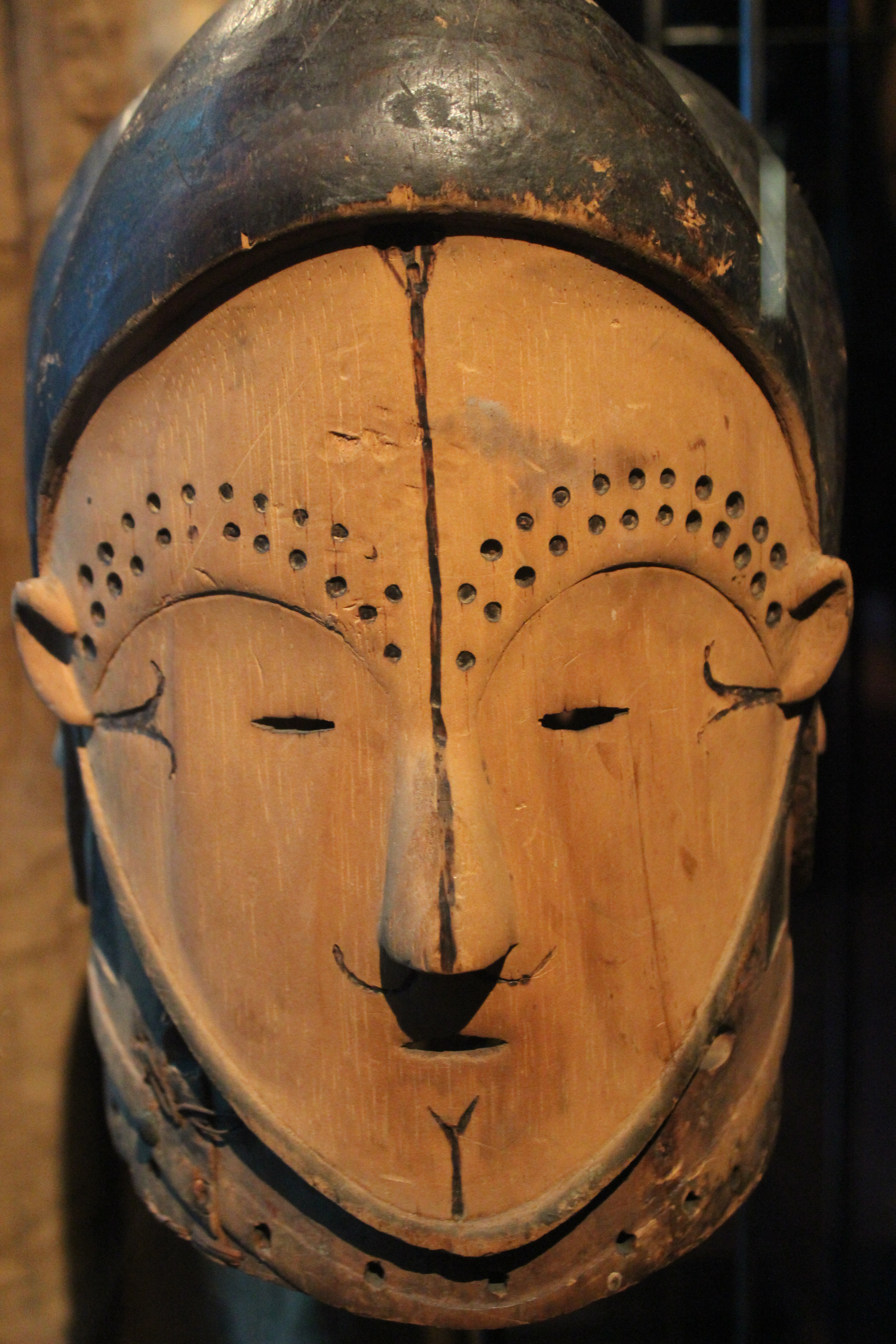

شعب بيتي (Beti people)، مجموعة عرقية من أفريقيا الوسطى توجد بشكل رئيسي في منطقة وسط الكاميرون. بالإضافة إلى تواجدهم في غينيا الاستوائية وشمال الغابون. يرتبط شعب بيتي ارتباطًا وثيقًا بشعب البولو وشعب فانغ وشعب ياوندي، الذين يُصنفون أحيانًا كشعوب بيتي - باهون.
تقع منطقة بيتي في المناطق الشمالية من خلال التوزيعات الديموغرافية المشتركة للسكان، وتقع منطقة فانغ في المناطق الجنوبية، ومناطق أخرى واقعة بين الشمال والجنوب. تتفاوت تقديرات مجموع عدد سكان بيتي، إذ وصل إلى جمهورية الكونغو أكثر من ثلاثة ملايين نسمة من المناطق الساحلية الواقعة على المحيط الأطلسي بالقرب من غينيا الاستوائية إلى المرتفعات الاستوائية الجبلية التي تغطي أفريقيا والتي تمتد إلى الكونغو.

## اللغة
يتحدث شعب بيتي، مثل بقية شعوب البيتي باهون الأخرى، بلهجة الفانغ، والتي تُعرف أيضًا باسم باهون أو بانغوي. وقد أُطلق على هذه اللغة في بعض الأحيان اسم بيتي، وهي لغة البانتو الجنوبية التي تنتمي إلى مجموعة عائلة اللغات في النيجر والكونغو.
تُعتبر لغة بيتي من اللغات الفرعية مثل لغة بولو ولغة إيتون ولغة أوندو ولغة فانغ، لأنها على الرغم من الاختلاف فيما بينها، إلا أنها مفهومة وواضحة للمتحدثين. بينما تُعدّ اللغات متشابهة تقريبًا، ثمَّة اختلافات لغوية توحي بوجود تفاعل معقد بين هذه الشعوب.

## التاريخ
يُعتبر شعب بيتي في الأصل من شعب البانتو الذي كان يعيش في السابق في الأجزاء الشمالية من وسط أفريقيا، وله تاريخ عريق لكنه غير موثق. ومن المرجح أن هذا الشعب قد انتقل إلى أفريقيا الاستوائية في القرن السابع أو الثامن، ثم توجَّه إلى الجنوب الغربي في وسط الكاميرون بين القرنين السابع عشر والتاسع عشر، ومن المحتمل أن هذا حدث بعد موجات من الحروب وغارات العبيد التي شُنَّت من قِبَل شعب الفولاني. بالإضافة إلى كونهم مركزًا مستهدفًا للعبيد والعاج من قِبَل شعب الهوسا.
تمثلت هجرتهم الأولى في القرن السابع عشر بانطلاقهم من المرتفعات والمناطق الحرجية شرق نهر ساناغا باتجاه الجنوب والغرب. واستمروا في التصدي لحروب الجهاد والممارسات العنيفة من الشمال من قِبَل شعب الفولاني (يسمى أيضًا شعب فول أو فولا)، وبالتالي تخلوا عن مستوطناتهم وهاجروا نحو الأجزاء الجنوبية من وسط الكاميرون حتى القرن التاسع عشر عندما تدَّخل التجار الأوروبيون والقوى الاستعمارية في سعيهم للتجارة والأسواق. تمثلت أول قوة أوروبية لإنشاء مستعمرة أراضي شعب بيتي بمستعمرة الكاميرون الألمانية عام 1884. وبعد الحرب العالمية الأولى، هُزمت المستعمرة الألمانية على يد القوى الاستعمارية الفرنسية والبريطانية.

### حكاية طرزان
اجتذبت التقارير الأولية عن نظرية آكلي لحوم البشر اهتمامًا واسع النطاق، وأيّدت البربرية الأفريقية النمطية والتي يُفترض أنها كانت موجودة بالفعل، ثم أصبحت جزءًا من أدب الخيال والأدب الشعبي في مطلع القرن العشرين. ومن بين أشهر هذه الروايات رواية طرزان سيد القرود بقلم إدغار رايس بوروس، والتي خلقت شخصية طرزان الشعبية. كتب بوروس روايته لمنطقة تقع بالقرب من قرية مونغا، بين منطقة بيتي وجيرانهم شعب الفانغ.
تعتمد قصة طرزان الأولية، التي تروي قصة الطفل الرضيع جون الذي يقابل أحد القردة وتتم تربيته من قِبَل أنثى القرد، على الصورة النمطية عن الحقبة الاستعمارية للأفارقة آكلي لحوم البشر في الغابات الاستوائية. تقدم القصة تباينًا بين طرزان «النقي غير الفاسد» في خضم مجتمع همجي من آكلي لحوم البشر. لاقت رواية طرزان ضجة عالمية، ونُشرت على نطاق واسع، وصُنع نحو 89 فيلمًا عنها طوال المائة عام التي تلت ذلك، وأُطلقت عدة أفلام كوميديا ومسلسلات تلفزيونية، التي قدم الكثير منها نظرة نمطية مُشوَّهة عن الشعوب التي تسكن الغابة الاستوائية الأفريقية.